# Cava Manara
Cava Manara é uma comuna italiana da região da Lombardia, província de Pavia, com cerca de 5.378 habitantes. Estende-se por uma área de 17 km², tendo uma densidade populacional de 316 hab/km². Faz fronteira com Bastida Pancarana, Bressana Bottarone, Carbonara al Ticino, Rea, San Martino Siccomario, Sommo, Travacò Siccomario, Zinasco.
Antes conhecida como La Cava, depois chamada Cava Manara em homenagem a Luciano Manara, heroi do Risorgimento que ali lutou.

## Demografia
| Variação demográfica do município entre 1861 e 2011                               |
|                                                                                   |
| Fonte: Istituto Nazionale di Statistica (ISTAT) - Elaboração gráfica da Wikipedia |